# Trolejbusy w Dobropolu
Trolejbusy w Dobropolu − zlikwidowany system komunikacji trolejbusowej w ukraińskim mieście Dobropole.

## Historia
Trolejbusy w Dobropolu uruchomiono 23 sierpnia 1968 r. Do 2004 r. w mieście funkcjonowały dwie linie trolejbusowe. W ostatnich latach w mieście była jedna linia trolejbusowa oznaczona nr 1, która kursowała na trasie: Szachta Ałmazna − Prospekt Peremohy z częstotliwością co 43−50 minut. Linię tę zamknięto 15 marca 2011 r.

## Linie
| Linia | Trasa                               |
| ----- | ----------------------------------- |
|       | Szachta «Ałmazna» ↔ prosp. Peremohy |
|       | Szachta «Dobropilśka» ↔ RMZ         |

## Tabor
W Dobropolu przed likwidacją sieci eksploatowano trolejbusy JuMZ T2.